# Дівчинка, що пісяє

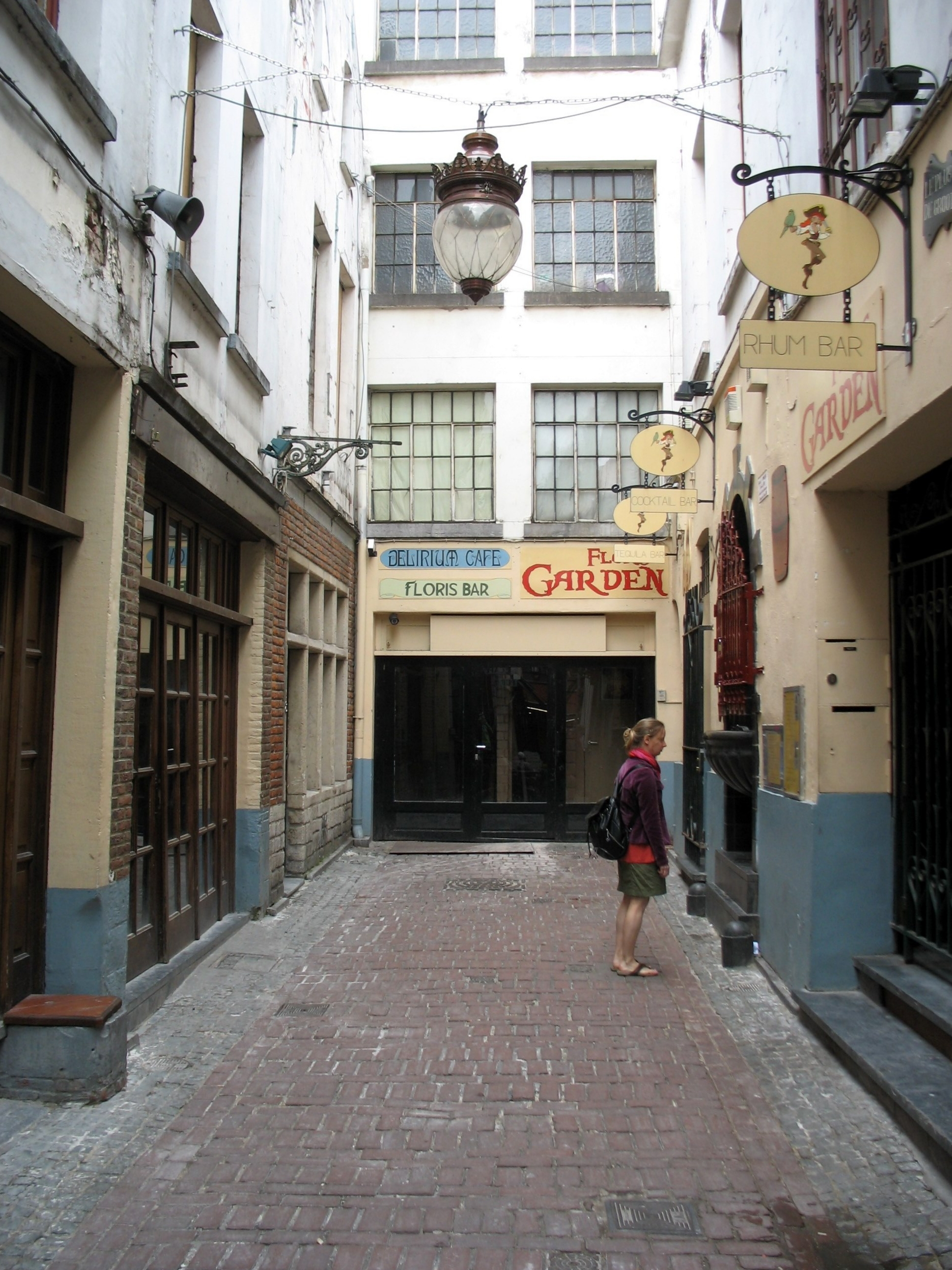
Місце знаходження

Пісяюча дівчинка (нід. Jeanneke Pis) — фонтан і статуя розміром близько 50 см в Брюсселі, створена в 1985 Дені-Адріаном Дебуврі і встановлена в 1987. Являє собою голу дівчинку, що дзюрить у встановлений нижче резервуар.
З приводу створення статуї існує декілька гіпотез. За однією з них, статуя є пародійної парою до символу Брюсселя — Пісяючого хлопчика, з XIV століття розташованому в районі площі Гран-Плас.
Пісяюча дівчинка знаходиться, в свою чергу, неподалік від цієї площі, в кінці тупикової алеї Вірності (Impasse de la Fidélité / Getrouwheidsgang), що відходить від вулиці Rue des Bouchers / Beenhouwersstraat, де розташована в ніші, обнесеній ґратами з метою безпеки. 